# La Rivière (Pelouse)
Pour les articles homonymes, voir La Rivière.
La Rivière – ou L'Étang de Rochefort-en-Terre – est un tableau réalisé par le peintre français Léon Germain Pelouse en 1882.

## Description
Cette peinture à l'huile sur bois représente la campagne et l'Étang du Moulin neuf vers Rochefort-en-Terre dans le Morbihan.
La signature L.G. PELOUSE est placée en bas à gauche.

## Histoire de l'œuvre
Le tableau a été légué par Charles-Auguste Marande en 1936 à la ville du Havre (Seine-Maritime), où il est conservé au musée d'Art moderne André-Malraux.